# Joel Billings
Joel Billings, né en 1958, est un game designer américain principalement connu pour avoir fondé, puis présidé, la société d’édition et de développement de jeu vidéo Strategic Simulations. Initié par son père au jeu de plateau Tactics II à l’âge de sept ans, il devient rapidement passionné de jeu de guerre, notamment à ceux consacré à la seconde Guerre mondiale. En 1979, il termine le lycée et se prépare à entrer en école de commerce pour préparer un MBA. Après une immersion dans le monde des ordinateurs pendant toute la durée de son job d’été, il envisage d’adapter son loisir favori, les jeux de guerre, sur cette technologie émergente. Le marché de l’ordinateur est en effet en train de se mettre en place et Joel y voit une occasion de combiner ses connaissances dans ce domaine et sa passion. Il décide donc de mettre en suspens son MBA pour créer sa propre entreprise, Strategic Simulations. Il recrute ensuite un programmeurs, John Lyon, à qui il confie la programmation d’un premier jeu, Computer Bismarck, qu’il publie en février 1980,. Celui-ci connait un certain succès commercial et permet à Strategic Simulations de s'imposer comme un éditeur sérieux grâce notamment à la qualité du  packaging du jeu. Le studio reçoit ainsi de nombreuses propositions de la part de programmeurs fans de jeux de guerre qui souhaitent faire publier leurs créations par sa société, ce qui permet à SSI du publier six wargames dès 1980, pour un chiffre d’affaires de 317 000 $ dès sa première année d'opération,. La société s’impose ensuite rapidement comme un leader du marché de niche des wargames. Elle commence ensuite à se diversifier en publiant plus jeu vidéo de rôle jusqu’à devenir un éditeur reconnu dans ce domaine lorsque Joel Billings parvient à acquérir la licence Donjons et Dragons en 1988 pour en tirer la série de jeu de rôle Gold Box. Après l’échec de Dark Sun en 1993, la société est en perte de vitesse et en 1994, SSI est vendu à Mindscape. Joel quitte ensuite la présidence du studio et occupe la place de vice-président chargé des jeux chez Mindscape. Après le rachat de Mindscape par The Learning Company en 1998, puis par Mattel en 1999, Joel Billings quitte la société en janvier 2000 pour créer 2by3 et continuer à travailler dans le domaine des wargames. 

## Ludographie
- 1980 : Computer Bismarck (conception)
- 1982 : Pursuit of the Graf Spee (conception et développement)[2]